# Между нами (телесериал)
Между нами (нем. Unter uns) — немецкая мыльная опера, транслирующаяся в Германии на канале RTL с 28 ноября 1994 года по сей день. В настоящий момент показано уже более 6600 серий. С 28 апреля 2008 года сериал выходит в формате 16:9.

## Сюжет
В отличие от других долгоиграющих немецких мыльных опер (как, например «Хорошие времена, плохие времена» и «Запретная любовь»), сериал «Между нами» не базируется на зарубежном сценарии. В центре сюжета — фиктивный дом, расположенный по адресу Шиллер-Аллея, 10. Тем самым прослеживаются некие параллели с сериалом «Мелроуз Плейс».
С самого начала сериала в нём проживает семья Вайгель, которой названный жилой дом принадлежал уже многие поколения до того момента, как они были вынуждены продать его Еве Вагнер. Со временем в доме постоянно меняются жильцы: въезжают новые и уезжают старые. Сюжет сериала вертится вокруг обитателей дома.

## Трансляция
С самого начала показа сериал транслируется на канале RTL по будням с 17:30 до 18:00. Утренний повтор следует на следующий день с марта 2007 года с 08:00 до 08:30. До 2007 года утренний повтор выходил с 07:05 до 07:30.

## Актёрский состав

### Текущий актёрский состав
| Актёр                     | Персонаж                           | Эпизод                    | Период               |
| ------------------------- | ---------------------------------- | ------------------------- | -------------------- |
| Изабель Гертель           | Уте Кифер                          | 55—                       | 1995—                |
| Милош Вукович             | Пако Вайгель                       | 1347—                     | 2000—                |
| Клодель Декерт            | Ева Вагнер                         | 1585—2906 3103—3124 3415— | 2001—2006 2007 2008— |
| Ларс Штайнхёфель          | Инго «Изи» Винтер                  | 2592—                     | 2005—                |
| Патрик Мюллер             | Тобиас Ласснер                     | 2987—                     | 2006—                |
| Табеа Хайниг              | Бритта Шёнфельд                    | 3763—5798 6030—           | 2010—2018 2019—      |
| Валеа Катарина Скалабрино | Зина Хиршбергер (урождённая Улянд) | 3820—                     | 2010—                |
| Тимоти Болдт              | Рихард «Ринго» Бекман              | 4421—                     | 2012—                |
| Бенджамин Генрих          | Бенно «Бамби» Хиршбергер           | 4640—                     | 2013—                |
| Лука Марич                | Роберт Кюппер                      | 5018—                     | 2015—                |
| Йенс Хайек                | Бенедикт Хубер                     | 5369 —                    | 2016 —               |
| Александр Мило            | Якоб Хубер                         | 5688—                     | 2017—                |
| Шарон Берлингхофф         | Вивьен Кёлер                       | 5908—                     | 2018—                |
| Янник Майер               | Конор Вайгель #4                   | 5951—                     | 2018—                |
| Якоб Граф                 | Люк Фербер                         | 6246—                     | 2019—                |
| Изабель Гайсс             | Ника Фербер                        | 6263—                     | 2019—                |
| Константин Люке           | Тильман «Тиль» Вайгель #3          | 6450—                     | 2020—                |
| Изабель Волльмер          | Моника Хубер                       | 6486—                     | 2020—                |
| Ян Амманн                 | Крис Вайгель #2                    | 6569—                     | 2021—                |
| Нина Вайсс                | Коринна Вайгель #2                 | 6569—                     | 2021—                |
| Карина Коллер             | Сесилия Вайгель                    | 6576—                     | 2021—                |
| Яшан Гупта                | Маттео Вайгель                     | 6576—                     | 2021—                |